# Euproctis pulchripes
Euproctis pulchripes är en fjärilsart som beskrevs av Aurivillius 1904. Euproctis pulchripes ingår i släktet Euproctis och familjen tofsspinnare. Inga underarter finns listade i Catalogue of Life.